# Molophilus boki
Molophilus boki är en tvåvingeart som beskrevs av Alexander 1974. Molophilus boki ingår i släktet Molophilus och familjen småharkrankar.
Artens utbredningsområde är Nigeria. Inga underarter finns listade i Catalogue of Life.